# Araneus rani
Araneus rani är en spindelart som först beskrevs av Tord Tamerlan Teodor Thorell 1881.  Araneus rani ingår i släktet Araneus och familjen hjulspindlar.
Artens utbredningsområde är Queensland. Inga underarter finns listade i Catalogue of Life.